# Antiphon (orateur)
Cet article concerne l'orateur attique. Pour le frère de Platon, voir Antiphon (frère de Platon).
Antiphon, en grec ancien : Ἀντιφῶν / Antiphôn (Rhamnos, Attique v. 480 av. J.-C. – Athènes 410 av. J.-C.) est l'un des dix grands orateurs attiques.
Ce sophiste hédoniste s’était spécialisé dans plusieurs domaines de la sagesse, en grec ancien σοφία, tels que le juridique, l’onirocrisie, la mantique, la thérapeutique par les mots, la rhétorique. Aristocrate convaincu, il est l'un des instigateurs de la révolution oligarchique de 411 av. J.-C. à Athènes, aux côtés de Phrynicos et de Théramène. Au rétablissement de la démocratie en 410, il est jugé pour sa participation à ce régime par le peuple athénien, inculpé de haute trahison, et condamné à mort ; en pareil cas, cette sentence était aggravée de la privation de sépulture, de la confiscation des biens et de la perte des droits civiques pour les descendants.

## Antiphon de Rhamnonte et Antiphon d'Athènes
La question de savoir si Antiphon de Rhamnonte de l'oligarchie des Quatre-Cents et Antiphon d'Athènes sont un seul et même personnage historique, d'une part, et si les textes de l'orateur, du politique, du logographe, du rhéteur auteur des Tétralogies,, et du sophiste auteur des fragments sur papyrus de De la concorde et De la vérité d'autre part, sont du même ou de plusieurs auteurs fait l'objet de débats toujours d'actualité. Enfin, d'autres Antiphon ont été connus en Grèce antique, à qui Aristote fait référence dans La Rhétorique.

## Biographie
Né dans le dème attique de Rhamnous, Antiphon est le fils de Sophilos, un aristocrate sophiste athénien, et le petit-fils d'un fervent partisan des Pisistratides. Antiphon apprend l'art oratoire de son père et entame une carrière de logographe et de sophiste, enseignant à son tour la rhétorique.
Après avoir été le maître de Thucydide, qui en présente un portrait avantageux dans ses écrits (Guerre du Péloponnèse, VIII, 68), il s'engage en politique sur la fin de sa vie : il participe à la révolution oligarchique des Quatre-Cents en 411 av. J.-C.
À la chute du régime, en 410, il est jugé pour trahison, et malgré un discours passionné de défense, dont Thucydide dit qu'il est « le plus parfait qu'on ait jamais entendu dans une affaire capitale », il est condamné à boire la ciguë,.
Pour des commentateurs contemporains Antiphon le sophiste est distinct d'Antiphon le logographe, mais plusieurs spécialistes argumentent d'après des découvertes papyrologiques récentes, que le sophiste et l'orateur ne font qu'un.

## Antiphon le thérapeute, précurseur de la psychanalyse
Antiphon estimait que « chez tous les hommes, la pensée (gnomè) gouverne le corps pour la santé et la maladie et pour tout le reste. »
Théorie qu'on peut aujourd'hui retrouver dans l'effet placebo.
Concernant le thérapeute Antiphon, le pseudo-Plutarque nous dit (traduction Louis Gernet) :

« Au temps où il s’adonnait à la poésie, il institua un art de guérir les chagrins, analogue à celui que les médecins appliquent aux maladies : à Corinthe, près de l’agora, il disposa un local avec une enseigne où il se faisait fort de traiter la douleur morale au moyen de discours ; il s’enquérait des causes du chagrin et consolait ses malades. Mais, trouvant ce métier au-dessous de lui, il se tourna vers la rhétorique. »

Antiphon peut être considéré comme un des précurseurs de la psychanalyse. Il est l'inventeur d'une méthode d'interprétation des rêves ainsi que d'une thérapie de l'âme fondée sur le discours. Il prétendait guérir les maladies humaines par l'expression des sentiments par les mots, et l'interprétation rationaliste des rêves.
Grâce à Lucien de Samosate, nous possédons le propos d'ouverture de son traité Sur l'art d'échapper à l'affliction :

« L'île des songes est proche de deux sanctuaires de Tromperie et de Vérité. C'est là que sur leur enceinte sacrée et leur oracle qu'elle domine l'interprète des rêves à qui Sommeil avait alloué ce privilège. »

— Histoire véritable II, 33.

## Discours
Si la tradition attribue 60 discours à Antiphon, nous n'en conservons que six en entier, ainsi que des fragments de vingt autres. Le premier discours que nous ayons remonte à 430 av. J.-C.
La tradition fait de lui le fondateur de l'éloquence judiciaire, l'un des trois types d'éloquence grecque — il est d'ailleurs le premier orateur dont les discours aient été publiés. C'est un logographe, trois des discours que nous conservons concernent des affaires d'homicide. Il est également l'auteur des Tétralogies, des exercices rhétoriques mettant en regard deux discours (le premier et le second exigés par la procédure athénienne) de l'accusation et deux discours (idem) de la défense, également pour des affaires d'homicide :

« Ces discours [des Tétralogies] sont des “discours-type”, des “modèles” de discours à tenir aussi bien par l'accusation que par la défense dans des situations données, la seconde répondant à la première, puis l'inverse, puis l'inverse encore. Ce qui émeut dans ces trois Tétralogies, ce n'est pas tant l'habileté rhétorique en elle-même [...] mais le fait que ces discours soient complètement déconnectés de l'Histoire. Ce ne sont pas des tirades lors d'un procès ou d'une assemblée miraculeusement conservés, bref ce ne sont pas des discours ayant fait date, ce sont des discours écrits dans un but pédagogique, prévisionnel, jouant à l'avance l'argumentation et la contre-argumentation, la réponse à la contre-argumentation, et la réponse à cette réponse. Peut-être est-ce seulement à cela que ressemblaient les leçons d'argumentation, les traités de rhétorique des sophistes dont on nous rebat les oreilles mais que personne n'a jamais vus : une collection de discours-modèles, de modèles d'interaction entre ces discours, utilisables le cas échéant dans des situations données. »

Antiphon enseigne, et démontre dans ses œuvres, des procédés techniques pour faire un bon discours. D'abord, il préconise une disposition en cinq parties, puis il donne une liste d'arguments-type, les τόποι / topoi utilisables dans toutes les plaidoiries. C'est également lui qui, selon la tradition, introduit la technique du vraisemblable, éliminant tour à tour les hypothèses invraisemblables pour prouver l'innocence ou la culpabilité de l'accusé.

## Œuvre mathématique
Antiphon n’a été qu’un amateur en matière scientifique, comme l’indique Aristote ; il a essayé de donner une borne inférieure et supérieure de pi grâce au calcul de l'aire de polygones inscrits et circonscrits au cercle. Il a essayé d'appliquer cette méthode pour résoudre la quadrature du cercle, par l’inscription successive de polygones réguliers dont les nombres des côtés formaient une progression géométrique, 4, 8, 16, 32, etc. ou 3, 6, 12, 24, etc., problème dont on a depuis démontré qu'il n'avait pas de solution.

## Œuvre philosophique

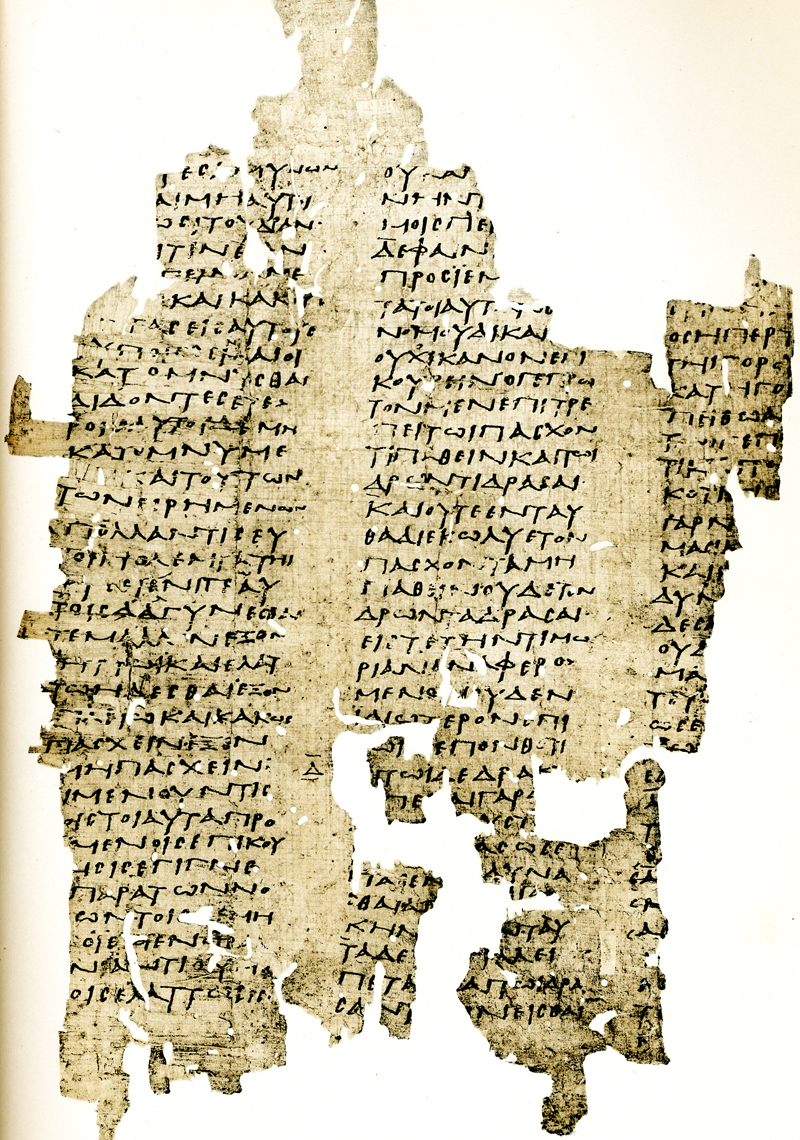
Papyrus original de "Sur la vérité."

Dans le domaine strictement philosophique, Antiphon est un auteur original, mais méconnu. Il est l'auteur d'un traité Sur la Vérité, un ouvrage Sur la Concorde, ainsi qu'un autre Sur la Politique, dont il reste quelques fragments.
Il s'est, semble-t-il, attaché à prendre une voie différente d'Aristote. Autant le stagirite affirmait la vérité ontologique de la forme dans la nature, autant Antiphon énonçait la supériorité de la Matière sur le Monde. Pour lui en effet la Matière constitue l'essence de la nature des êtres.
Cette doctrine se caractérisait par le concept d’arrythmiston, en grec : l'affranchi de tout rythme, au sens de limite des choses.
À la même époque, les Atomistes utilisaient le mot grec de rythmos pour décrire les limites physiques des atomes.
L’arrythmiston est dans l'esprit d'Antiphon le substrat du monde « libre de structure ».
Il utilisait pour illustrer sa théorie l'image du lit enterré d'après le témoignage d'Aristote : au livre I de son traité de la Vérité, Antiphon indiquait Si l'on enfouissait un lit et si le bois en se putréfiant donnait naissance à un rejeton vivant, on n'aurait pas un lit mais du bois.
L'essence du lit est végétale, son ordonnancement est un accident fait par l'homme. La vraie réalité est le support délié de toute structure, les figures particulières des choses ne sont que les agencements fugaces de l'opportunité du mouvement du Monde.
Pour lui, le substrat libre de structure du Monde n'a besoin de rien, ni ne conçoit rien d'autre en plus, mais est indéterminé et sans manque.
Même la notion de temps est à ses yeux à soustraire du substrat primordial du monde. Ainsi, il indiquait : Le temps est pensée ou mesure, non le substrat des choses, théorie appliquée concrètement par notre philosophe dans la recherche de la résolution géométrique de la quadrature du cercle. La vision philosophique selon Antiphon de ce problème géométrique se retrouve dans sa tentative de la rectification géométrique de la courbe. La seule réalité étant alors l'homogénéité de l'espace, le substrat de la Nature, où se déploie cette courbure géométrique.

### Antiphon, le contestataire libertaire
Antiphon met ses connaissances au service du peuple. Pour aller vers le bonheur, vers l'hédonisme libertaire, il prône une vie selon la Nature, il recommande d'aller à l'encontre des conventions sociales, idée qu'on retrouve également chez les Stoïciens, Diogène de Sinope, Aristippe de Cyrène et les Cyrénaïques.
Il recommande de tourner le dos aux richesses, aux honneurs et aux valeurs familiales car ces fausses valeurs éloignent du bonheur et de l'autonomie. Il veut privilégier l'être sur l'avoir.

« (Dans la vie) tout paraît petit et de courte durée.
La vie, c’est un dé qu’on lance : on ne peut pas revenir en arrière.
Il y a des gens qui ne vivent pas leur existence présente : ils mettent tout leur zèle à se préparer, pour ainsi dire, à vivre une autre vie qui n’est pas de ce monde ; en attendant, le temps file… »

Selon lui, pour vivre selon la Nature, pour se connaître soi-même, il faut connaître les lois de la Nature. Cette connaissance ne peut passer que par la philosophie qui permet de comprendre les choses et ainsi de conjurer la peur et fabriquer de la rationalité et du plaisir.
Il est ainsi également un précurseur du concept de droit naturel que développeront plus tard Hobbes, Locke et Rousseau.